# فلوت سحرآمیز (فیلم ۱۹۷۵)
فلوت سحرآمیز (به سوئدی: Trollflöjten) فیلمی سوئدی در سبک موزیکال و فانتزی به کارگردانی اینگمار برگمان است که در سال ۱۹۷۵ منتشر شد. از بازیگران آن می‌توان به اینگمار برگمان، جین دارلینگ، ارلاند یوسفسن، سون نیکویست و لیو اولمان اشاره کرد.

## داستان فیلم
اجرائی از اُپرای موتسارت، فلوت سحرآمیز در برابر گروهی از تماشاگران که با علاقه و دقت به نواهای موسیقی و آوازهای خوانندگان گوش سپرده‌اند و سیمای مجذوب و مسحورشان لابه‌لای تصاویر اُپرا دیده می‌شود...

## دربارهٔ فیلم
تجربه‌ای دیگر در انتقال یک اُپرا به رسانه سینما، این بار از سوی استاد سوئدی و به صورت فیلمی برای تلویزیون سوئد که بعدها در آمریکا پخش سینمائی یافت. خود برگمان گفته است مدت ساختن این فیلم بهترین دوره عمرش بوده چرا که هر روز می‌توانسته موسیقی موتسارت را در استودیو بشنود. او حالت تئاتری اجرا را حفظ می‌کند و مدام به یادمان می‌آورد که مشغول تماشای نمایشی بر صحنه هستیم، اما به لطف دوربین می‌توانیم به شخصیت‌های اُپرا نزدیک شویم و خود را در فضائی صمیمانه و غیر تشریفاتی حس کنیم. قطع‌های مکرر نماهای درشت به چهره تماشاگران، به‌ویژه چهره دختری ملیح و متبسم، نکته اصلی فیلم را مرتباً یادآور می‌شود: پیوند میان اثر هنری و مخاطب و پیوندی که میان ما - به‌عنوان تماشاگر فیلم - و مخاطبان حاضر در محل به‌وجود می‌آید، به‌عنوان کسانی که در تجربه‌ای ذهنی و روح‌افزا سهیم می‌شوند. تجربه انگلیسی اوازها در نسخه آمریکایی شیرون و روان است (و نه طبق انتظار، زمخت و ناهنجار). فیلم‌برداری زیبای نیکویست جلوه بصری شایسته‌ای برای این قصه پریان سرخوش و محفل دل‌پذیر تماشاگرانش فراهم می‌آورد؛ تماشاگران گوناگونی که چهره‌های‌شان همراهی‌کننده گام‌های اورتور اُپرای موتسارت می‌شود.